# Inledande omgångar i Svenska cupen i fotboll 2014/2015
Inledande omgångar i Svenska cupen 2014/2015 inleddes den  3 juni och avslutades den 15 november 2014. 32 lag tog sig till gruppspelet.

## Inledande omgångar

### Omgång 1
| Första omgången – 64 deltagande klubblag | Första omgången – 64 deltagande klubblag | Första omgången – 64 deltagande klubblag |
| ---------------------------------------- | ---------------------------------------- | ---------------------------------------- |
| Lag 1                                    | Resultat                                 | Lag 2                                    |
| Kungsbacka IF                            | 2–3                                      | Sävedalens IF                            |
| Wollmars FF                              | 1–4                                      | IK Frej                                  |
| IK Gauthiod                              | 00004–4 (e.f.) (3–4 str.)                | Norrby IF                                |
| Carlstad United                          | 00003–1 (e.f.)                           | IFK Åmål                                 |
| Östavalls IF                             | 1–6                                      | Hudiksvalls FF                           |
| Ytterhogdals IK                          | 0–1                                      | Sollefteå GIF                            |
| Eskilsminne IF                           | 7–1                                      | FC Höllviken                             |
| Gnosjö IF                                | 1–3                                      | Assyriska Turabdin                       |
| Asarums IF                               | 0–2                                      | Kristianstads FF                         |
| Nora-Pershyttan                          | 1–4                                      | Karlstad                                 |
| Upsala IF                                | 00002–2 (e.f.) (3–4 str.)                | Valsta Syrianska                         |
| Nässjö FF                                | 2–3                                      | Oskarshamns AIK                          |
| Eneby BK                                 | 0–7                                      | Motala AIF                               |
| Dalhem IF                                | 0–3                                      | Nyköpings BIS                            |
| Ockelbo IF                               | 00–12                                    | Dalkurd FF                               |
| Kvibille BK                              | 0–1                                      | IS Halmia                                |
| Strömsbergs IF                           | 2–4                                      | Vasalunds IF                             |
| Lindome GIF                              | 1–2                                      | Örgryte IS                               |
| IF Lödde                                 | 4–1                                      | Höganäs BK                               |
| IFK Malmö                                | 1–4                                      | Torns IF                                 |
| Kinna IF                                 | 1–6                                      | Torslanda IK                             |
| IFK Kumla                                | 0–1                                      | Skövde AIK                               |
| Sandviks IK                              | 00002–3 (e.f.)                           | IFK Luleå                                |
| Skoftebyns IF                            | 0–3                                      | FC Trollhättan                           |
| Konyaspor KIF                            | 0–6                                      | Huddinge IF                              |
| Akropolis IF                             | 1–2                                      | Västerås SK                              |
| BW 90                                    | 3–1                                      | BK Olympic                               |
| Grebbestads IF                           | 0–1                                      | Utsiktens BK                             |
| Eskilstuna City                          | 00002–1 (e.f.)                           | IF Sylvia                                |
| Myresjö/Vetlanda                         | 2–1                                      | Nybro IF                                 |
| Enskede IK                               | 0–1                                      | AFC United                               |
| Värmdö IF                                | 00001–1 (e.f.) (3–2 str.)                | Nacka FF                                 |

#### Matcher
| 1           | 3 juni 2014 | Kungsbacka IF                  | 2 – 3           | Sävedalens IF                                    | Tingbergsvallen                                          |                                                          |
| 19:00 UTC+2 | 19:00 UTC+2 | Petersson 46′ N. Johansson 90′ | (0 – 2) Rapport | 40′ Larsson Jigliden 43′ Gustavsson 51′ Melander | Kungsbacka Publik: 76 Domare: Marcus Lundgren (Göteborg) | Kungsbacka Publik: 76 Domare: Marcus Lundgren (Göteborg) |
| 19:00 UTC+2 | 19:00 UTC+2 |                                |                 |                                                  | Kungsbacka Publik: 76 Domare: Marcus Lundgren (Göteborg) | Kungsbacka Publik: 76 Domare: Marcus Lundgren (Göteborg) |
| 19:00 UTC+2 | 19:00 UTC+2 |                                |                 |                                                  | Kungsbacka Publik: 76 Domare: Marcus Lundgren (Göteborg) | Kungsbacka Publik: 76 Domare: Marcus Lundgren (Göteborg) |

| 2           | 17 juni 2014 | Wollmars FF | 1 – 4           | IK Frej                                | Vikingavallen                                        |                                                      |
| 18:30 UTC+2 | 18:30 UTC+2  | A. Lööf 13′ | (1 – 1) Rapport | 21′ Wiström 50′ Plavsic 66′, 70′ Cirak | Täby Publik: 121 Domare: Christoffer Aidesjö (Malmö) | Täby Publik: 121 Domare: Christoffer Aidesjö (Malmö) |
| 18:30 UTC+2 | 18:30 UTC+2  |             |                 |                                        | Täby Publik: 121 Domare: Christoffer Aidesjö (Malmö) | Täby Publik: 121 Domare: Christoffer Aidesjö (Malmö) |
| 18:30 UTC+2 | 18:30 UTC+2  |             |                 |                                        | Täby Publik: 121 Domare: Christoffer Aidesjö (Malmö) | Täby Publik: 121 Domare: Christoffer Aidesjö (Malmö) |

| 3           | 18 juni 2014 | IK Gauthiod                               | 0000 4 – 4 (e.fl.)         | Norrby IF                                         | Lunnevi                                                  |                                                          |
| 19:00 UTC+2 | 19:00 UTC+2  | Gashi 78′ (str.), 80′ Lundgren 89′, 117′  | (0 – 0) Rapport            | 51′ Yarsuvat 64′, 96′ Kurbegović 87′ Krasnici     | Grästorp Publik: 191 Domare: Victor Jensen (Trollhättan) | Grästorp Publik: 191 Domare: Victor Jensen (Trollhättan) |
| 19:00 UTC+2 | 19:00 UTC+2  |                                           |                            |                                                   | Grästorp Publik: 191 Domare: Victor Jensen (Trollhättan) | Grästorp Publik: 191 Domare: Victor Jensen (Trollhättan) |
| 19:00 UTC+2 | 19:00 UTC+2  | Gashi Olesen Wersén Lundgren H. Andersson | Straffsparksläggning 3 – 4 | Kurbegović Axengren Broman Ekvall K-A. Pettersson | Grästorp Publik: 191 Domare: Victor Jensen (Trollhättan) | Grästorp Publik: 191 Domare: Victor Jensen (Trollhättan) |

| 4           | 18 juli 2014 | Carlstad United                       | 0000 3 – 1 (e.fl.) | IFK Åmål            | Klasmossen IP                                                 |                                                               |
| 18:00 UTC+2 | 18:00 UTC+2  | Haidar 91′ Carlsson 99′ Jingfors 108′ | (0 – 0) Rapport    | 112′ Weingartshofer | Karlstad Publik: 260 Domare: Fredrik Jansson (Hammarö kommun) | Karlstad Publik: 260 Domare: Fredrik Jansson (Hammarö kommun) |
| 18:00 UTC+2 | 18:00 UTC+2  |                                       |                    |                     | Karlstad Publik: 260 Domare: Fredrik Jansson (Hammarö kommun) | Karlstad Publik: 260 Domare: Fredrik Jansson (Hammarö kommun) |
| 18:00 UTC+2 | 18:00 UTC+2  |                                       |                    |                     | Karlstad Publik: 260 Domare: Fredrik Jansson (Hammarö kommun) | Karlstad Publik: 260 Domare: Fredrik Jansson (Hammarö kommun) |

| 5           | 18 juli 2014 | Östavalls IF     | 1 – 6           | Hudiksvalls FF                                    | Skogsvallens IP                                     |                                                     |
| 19:30 UTC+2 | 19:30 UTC+2  | G. Johansson 75′ | (0 – 3) Rapport | 13′, 17′, 56′, 84′ P. Lööf 28′ Roos 74′ L. Olsson | Östavall Publik: 203 Domare: Jan Boström (Sörberge) | Östavall Publik: 203 Domare: Jan Boström (Sörberge) |
| 19:30 UTC+2 | 19:30 UTC+2  |                  |                 |                                                   | Östavall Publik: 203 Domare: Jan Boström (Sörberge) | Östavall Publik: 203 Domare: Jan Boström (Sörberge) |
| 19:30 UTC+2 | 19:30 UTC+2  |                  |                 |                                                   | Östavall Publik: 203 Domare: Jan Boström (Sörberge) | Östavall Publik: 203 Domare: Jan Boström (Sörberge) |

| 6           | 19 juli 2014 | Ytterhogdals IK | 0 – 1           | Sollefteå GIF | Svedjevallen                                             |                                                          |
| 15:00 UTC+2 | 15:00 UTC+2  |                 | (0 – 0) Rapport | 79′ Isaksson  | Härjedalen Publik: 75 Domare: Joakim Nilsson (Östersund) | Härjedalen Publik: 75 Domare: Joakim Nilsson (Östersund) |
| 15:00 UTC+2 | 15:00 UTC+2  |                 |                 |               | Härjedalen Publik: 75 Domare: Joakim Nilsson (Östersund) | Härjedalen Publik: 75 Domare: Joakim Nilsson (Östersund) |
| 15:00 UTC+2 | 15:00 UTC+2  |                 |                 |               | Härjedalen Publik: 75 Domare: Joakim Nilsson (Östersund) | Härjedalen Publik: 75 Domare: Joakim Nilsson (Östersund) |

| 7           | 20 juli 2014 | Eskilsminne IF                                          | 7 – 1           | FC Höllviken   | Harlyckans IP                                              |                                                            |
| 18:00 UTC+2 | 18:00 UTC+2  | Åberg 1′, 35′, 65′ Ander 4′ Book 27′ Levi 47′ Egger 74′ | (4 – 0) Rapport | 89′ Henriksson | Helsingborg Publik: 89 Domare: Nabil Fakhro (Södra Sandby) | Helsingborg Publik: 89 Domare: Nabil Fakhro (Södra Sandby) |
| 18:00 UTC+2 | 18:00 UTC+2  |                                                         |                 |                | Helsingborg Publik: 89 Domare: Nabil Fakhro (Södra Sandby) | Helsingborg Publik: 89 Domare: Nabil Fakhro (Södra Sandby) |
| 18:00 UTC+2 | 18:00 UTC+2  |                                                         |                 |                | Helsingborg Publik: 89 Domare: Nabil Fakhro (Södra Sandby) | Helsingborg Publik: 89 Domare: Nabil Fakhro (Södra Sandby) |

| 8           | 28 juli 2014 | Gnosjö IF    | 1 – 3           | Assyriska Turabdin                        | Töllshov                                            |                                                     |
| 19:00 UTC+2 | 19:00 UTC+2  | Björnell 15′ | (1 – 1) Rapport | 20′ Kamhié 54′ Pourjanekikhani 85′ Hökson | Gnosjö Publik: 57 Domare: Andreas Hedström (Avesta) | Gnosjö Publik: 57 Domare: Andreas Hedström (Avesta) |
| 19:00 UTC+2 | 19:00 UTC+2  |              |                 |                                           | Gnosjö Publik: 57 Domare: Andreas Hedström (Avesta) | Gnosjö Publik: 57 Domare: Andreas Hedström (Avesta) |
| 19:00 UTC+2 | 19:00 UTC+2  |              |                 |                                           | Gnosjö Publik: 57 Domare: Andreas Hedström (Avesta) | Gnosjö Publik: 57 Domare: Andreas Hedström (Avesta) |

| 9           | 29 juli 2014 | Asarums IF | 0 – 2           | Kristianstads FF          | Asarums IP                                                 |                                                            |
| 18:30 UTC+2 | 18:30 UTC+2  |            | (0 – 0) Rapport | 50′ Aganovic 81′ Sekiraca | Karlshamn Publik: 375 Domare: Jakob Magnetorp (Trelleborg) | Karlshamn Publik: 375 Domare: Jakob Magnetorp (Trelleborg) |
| 18:30 UTC+2 | 18:30 UTC+2  |            |                 |                           | Karlshamn Publik: 375 Domare: Jakob Magnetorp (Trelleborg) | Karlshamn Publik: 375 Domare: Jakob Magnetorp (Trelleborg) |
| 18:30 UTC+2 | 18:30 UTC+2  |            |                 |                           | Karlshamn Publik: 375 Domare: Jakob Magnetorp (Trelleborg) | Karlshamn Publik: 375 Domare: Jakob Magnetorp (Trelleborg) |

| 10          | 30 juli 2014 | Nora-Pershyttan | 1 – 4           | Karlstad BK                        | Norvalla IP                                |                                            |
| 19:00 UTC+2 | 19:00 UTC+2  | Steiner 34′     | (1 – 1) Rapport | 24′, 48′ Richards 72′, 87′ Istrefi | Publik: 393 Domare: Johan Owén (Karlskoga) | Publik: 393 Domare: Johan Owén (Karlskoga) |
| 19:00 UTC+2 | 19:00 UTC+2  |                 |                 |                                    | Publik: 393 Domare: Johan Owén (Karlskoga) | Publik: 393 Domare: Johan Owén (Karlskoga) |
| 19:00 UTC+2 | 19:00 UTC+2  |                 |                 |                                    | Publik: 393 Domare: Johan Owén (Karlskoga) | Publik: 393 Domare: Johan Owén (Karlskoga) |

| 11          | 30 juli 2014 | Upsala IF                                                       | 0000 2 – 2 (e.fl.)         | Valsta Syrianska                                 | Österängens IP                                      |                                                     |
| 19:00 UTC+2 | 19:00 UTC+2  | Folkesson 16′ Nema 116′                                         | (1 – 0) Rapport            | 69′ Soguk 96′ Eriksson                           | Uppsala Publik: 91 Domare: Johan Thalin (Storvreta) | Uppsala Publik: 91 Domare: Johan Thalin (Storvreta) |
| 19:00 UTC+2 | 19:00 UTC+2  |                                                                 |                            |                                                  | Uppsala Publik: 91 Domare: Johan Thalin (Storvreta) | Uppsala Publik: 91 Domare: Johan Thalin (Storvreta) |
| 19:00 UTC+2 | 19:00 UTC+2  | Folkesson Kvarneå Lindborg Caurell A. Pettersson Stenmark Nelin | Straffsparksläggning 3 – 4 | Aslan Mattiasson R. Gomez Ike Soguk Asfar Hansen | Uppsala Publik: 91 Domare: Johan Thalin (Storvreta) | Uppsala Publik: 91 Domare: Johan Thalin (Storvreta) |

| 12          | 31 juli 2014 | Nässjö FF                 | 2 – 3           | Oskarshamns AIK              | Skogsvallen                                    |                                                |
| 19:00 UTC+2 | 19:00 UTC+2  | Jonasson 53′ Danneman 90′ | (0 – 2) Rapport | 8′ Coly 36′ Dolk 51′ Lengyel | Nässjö Publik: 168 Domare: Mirza Kazic (Malmö) | Nässjö Publik: 168 Domare: Mirza Kazic (Malmö) |
| 19:00 UTC+2 | 19:00 UTC+2  |                           |                 |                              | Nässjö Publik: 168 Domare: Mirza Kazic (Malmö) | Nässjö Publik: 168 Domare: Mirza Kazic (Malmö) |
| 19:00 UTC+2 | 19:00 UTC+2  |                           |                 |                              | Nässjö Publik: 168 Domare: Mirza Kazic (Malmö) | Nässjö Publik: 168 Domare: Mirza Kazic (Malmö) |

| 13          | 1 augusti 2014 | Eneby BK | 0 – 7           | Motala AIF                                                          | Fyrby A                                                 |                                                         |
| 19:00 UTC+2 | 19:00 UTC+2    |          | (0 – 1) Rapport | 38′, 80′, 88′ Alushaj 55′ Magnusson Glaad 67′ Miller 74′, 77′ Silka | Norrköping Publik: 87 Domare: Henrik Persson (Finspång) | Norrköping Publik: 87 Domare: Henrik Persson (Finspång) |
| 19:00 UTC+2 | 19:00 UTC+2    |          |                 |                                                                     | Norrköping Publik: 87 Domare: Henrik Persson (Finspång) | Norrköping Publik: 87 Domare: Henrik Persson (Finspång) |
| 19:00 UTC+2 | 19:00 UTC+2    |          |                 |                                                                     | Norrköping Publik: 87 Domare: Henrik Persson (Finspång) | Norrköping Publik: 87 Domare: Henrik Persson (Finspång) |

| 14          | 2 augusti 2014 | Dalhem IF | 0 – 3           | Nyköpings BIS                    | Dalhem IP                                            |                                                      |
| 14:00 UTC+2 | 14:00 UTC+2    |           | (0 – 2) Rapport | 10′ Gage 25′ Ahmetovic 84′ Ishak | Dalhem Publik: 213 Domare: Suhel Youssef (Stockholm) | Dalhem Publik: 213 Domare: Suhel Youssef (Stockholm) |
| 14:00 UTC+2 | 14:00 UTC+2    |           |                 |                                  | Dalhem Publik: 213 Domare: Suhel Youssef (Stockholm) | Dalhem Publik: 213 Domare: Suhel Youssef (Stockholm) |
| 14:00 UTC+2 | 14:00 UTC+2    |           |                 |                                  | Dalhem Publik: 213 Domare: Suhel Youssef (Stockholm) | Dalhem Publik: 213 Domare: Suhel Youssef (Stockholm) |

| 15          | 2 augusti 2014 | Ockelbo IF | 00 – 12 | Dalkurd FF | Ockelbo IP                               |                                          |
| 14:00 UTC+2 | 14:00 UTC+2    |            | Rapport | 13′, 32′ Serhanoglu 22′, 64′ Jagne 28′, 51′ Persson 42′ Lindmark 68′ Awad 80′ Azizi 86′, 90′ Omoh 90′ Suljevic | Publik: 297 Domare: Mattias Falk (Valbo) | Publik: 297 Domare: Mattias Falk (Valbo) |
| 14:00 UTC+2 | 14:00 UTC+2    |            |         | | Publik: 297 Domare: Mattias Falk (Valbo) | Publik: 297 Domare: Mattias Falk (Valbo) |
| 14:00 UTC+2 | 14:00 UTC+2    |            |         | | Publik: 297 Domare: Mattias Falk (Valbo) | Publik: 297 Domare: Mattias Falk (Valbo) |

| 16          | 4 augusti 2014 | Kvibille BK | 0 – 1           | IS Halmia   | Björkevi                                                 |                                                          |
| 18:30 UTC+2 | 18:30 UTC+2    |             | (0 – 0) Rapport | 90+1′ Gulda | Kvibille Publik: 198 Domare: Marko Mladenovic (Göteborg) | Kvibille Publik: 198 Domare: Marko Mladenovic (Göteborg) |
| 18:30 UTC+2 | 18:30 UTC+2    |             |                 |             | Kvibille Publik: 198 Domare: Marko Mladenovic (Göteborg) | Kvibille Publik: 198 Domare: Marko Mladenovic (Göteborg) |
| 18:30 UTC+2 | 18:30 UTC+2    |             |                 |             | Kvibille Publik: 198 Domare: Marko Mladenovic (Göteborg) | Kvibille Publik: 198 Domare: Marko Mladenovic (Göteborg) |

| 17          | 5 augusti 2014 | Strömsbergs IF | 2 – 4           | Vasalund IF                           | Strömbergs IP                                         |                                                       |
| 18:30 UTC+2 | 18:30 UTC+2    | Ali 46′, 59′   | (0 – 2) Rapport | 5′, 57′ E. Johansson 16′, 76′ Nekrouf | Tierp Publik: 100 Domare: Metin Yildirim (Södertälje) | Tierp Publik: 100 Domare: Metin Yildirim (Södertälje) |
| 18:30 UTC+2 | 18:30 UTC+2    |                |                 |                                       | Tierp Publik: 100 Domare: Metin Yildirim (Södertälje) | Tierp Publik: 100 Domare: Metin Yildirim (Södertälje) |
| 18:30 UTC+2 | 18:30 UTC+2    |                |                 |                                       | Tierp Publik: 100 Domare: Metin Yildirim (Södertälje) | Tierp Publik: 100 Domare: Metin Yildirim (Södertälje) |

| 18          | 5 augusti 2014 | Lindome GIF  | 1 – 2           | Örgryte IS                         | Lindevi IP                                             |                                                        |
| 19:00 UTC+2 | 19:00 UTC+2    | Veljovic 90′ | (0 – 1) Rapport | 35′ (str.) Ingvarsson 72′ Sandberg | Lindome Publik: 1 047 Domare: Adnan Jukic (Falkenberg) | Lindome Publik: 1 047 Domare: Adnan Jukic (Falkenberg) |
| 19:00 UTC+2 | 19:00 UTC+2    |              |                 |                                    | Lindome Publik: 1 047 Domare: Adnan Jukic (Falkenberg) | Lindome Publik: 1 047 Domare: Adnan Jukic (Falkenberg) |
| 19:00 UTC+2 | 19:00 UTC+2    |              |                 |                                    | Lindome Publik: 1 047 Domare: Adnan Jukic (Falkenberg) | Lindome Publik: 1 047 Domare: Adnan Jukic (Falkenberg) |

| 19          | 5 augusti 2014 | IF Lödde                                              | 4 – 1           | Höganäs BK      | Tolvans IP                                                   |                                                              |
| 19:00 UTC+2 | 19:00 UTC+2    | Liljekvist 59′ Edén 63′ Runnberg 67′ (str.) Fatih 84′ | (0 – 1) Rapport | 3′ R. Andersson | Löddeköpinge Publik: 250 Domare: Henrik Reffers (Arkelstorp) | Löddeköpinge Publik: 250 Domare: Henrik Reffers (Arkelstorp) |
| 19:00 UTC+2 | 19:00 UTC+2    |                                                       |                 |                 | Löddeköpinge Publik: 250 Domare: Henrik Reffers (Arkelstorp) | Löddeköpinge Publik: 250 Domare: Henrik Reffers (Arkelstorp) |
| 19:00 UTC+2 | 19:00 UTC+2    |                                                       |                 |                 | Löddeköpinge Publik: 250 Domare: Henrik Reffers (Arkelstorp) | Löddeköpinge Publik: 250 Domare: Henrik Reffers (Arkelstorp) |

| 20          | 5 augusti 2014 | IFK Malmö            | 1 – 4           | Torns IF                                       | Malmö Stadion                                     |                                                   |
| 19:00 UTC+2 | 19:00 UTC+2    | Dahlskog Nilsson 44′ | (1 – 2) Rapport | 3′ A. Olofsson 35′ Podsiadly 50′, 54′ Sulaiman | Malmö Publik: 150 Domare: Nehat Maxhuni (Lyckeby) | Malmö Publik: 150 Domare: Nehat Maxhuni (Lyckeby) |
| 19:00 UTC+2 | 19:00 UTC+2    |                      |                 |                                                | Malmö Publik: 150 Domare: Nehat Maxhuni (Lyckeby) | Malmö Publik: 150 Domare: Nehat Maxhuni (Lyckeby) |
| 19:00 UTC+2 | 19:00 UTC+2    |                      |                 |                                                | Malmö Publik: 150 Domare: Nehat Maxhuni (Lyckeby) | Malmö Publik: 150 Domare: Nehat Maxhuni (Lyckeby) |

| 21          | 5 augusti 2014 | Kinna IF        | 1 – 6           | Torslanda IK                                                   | Viskavallen                                         |                                                     |
| 19:00 UTC+2 | 19:00 UTC+2    | Bjelkenberg 78′ | (0 – 2) Rapport | 7′ A. Johansson 36′ Thordson 46′ E. Olsson 51′, 83′, 89′ Jusuf | Kinna Publik: 90 Domare: Haris Memisevic (Göteborg) | Kinna Publik: 90 Domare: Haris Memisevic (Göteborg) |
| 19:00 UTC+2 | 19:00 UTC+2    |                 |                 |                                                                | Kinna Publik: 90 Domare: Haris Memisevic (Göteborg) | Kinna Publik: 90 Domare: Haris Memisevic (Göteborg) |
| 19:00 UTC+2 | 19:00 UTC+2    |                 |                 |                                                                | Kinna Publik: 90 Domare: Haris Memisevic (Göteborg) | Kinna Publik: 90 Domare: Haris Memisevic (Göteborg) |

| 22          | 5 augusti 2014 | IFK Kumla | 0 – 1           | Skövde AIK       | Kumla IP                                           |                                                    |
| 19:00 UTC+2 | 19:00 UTC+2    |           | (0 – 0) Rapport | 53′ L. Johansson | Kumla Publik: 125 Domare: Namik Idrizovic (Örebro) | Kumla Publik: 125 Domare: Namik Idrizovic (Örebro) |
| 19:00 UTC+2 | 19:00 UTC+2    |           |                 |                  | Kumla Publik: 125 Domare: Namik Idrizovic (Örebro) | Kumla Publik: 125 Domare: Namik Idrizovic (Örebro) |
| 19:00 UTC+2 | 19:00 UTC+2    |           |                 |                  | Kumla Publik: 125 Domare: Namik Idrizovic (Örebro) | Kumla Publik: 125 Domare: Namik Idrizovic (Örebro) |

| 23          | 5 augusti 2014 | Sandviks IK                    | 0000 2 – 3 (e.fl.) | IFK Luleå                                | Sandviks IP                                     |                                                 |
| 19:00 UTC+2 | 19:00 UTC+2    | P. Olofsson 45′ Brännström 69′ | (1 – 1) Rapport    | 26′ D. Andersson 90′ Garcia 102′ Lazarev | Holmsund Publik: 362 Domare: Pär Nilsson (Umeå) | Holmsund Publik: 362 Domare: Pär Nilsson (Umeå) |
| 19:00 UTC+2 | 19:00 UTC+2    |                                |                    |                                          | Holmsund Publik: 362 Domare: Pär Nilsson (Umeå) | Holmsund Publik: 362 Domare: Pär Nilsson (Umeå) |
| 19:00 UTC+2 | 19:00 UTC+2    |                                |                    |                                          | Holmsund Publik: 362 Domare: Pär Nilsson (Umeå) | Holmsund Publik: 362 Domare: Pär Nilsson (Umeå) |

| 24          | 5 augusti 2014 | Skoftebyns IF | 0 – 3           | FC Trollhättan                        | Nysätra IP                                                  |                                                             |
| 19:00 UTC+2 | 19:00 UTC+2    |               | (0 – 0) Rapport | 69′ Daoud 75′ Rundström 90′ Lundqvist | Trollhättan Publik: 650 Domare: Mikael Eriksson (Huskvarna) | Trollhättan Publik: 650 Domare: Mikael Eriksson (Huskvarna) |
| 19:00 UTC+2 | 19:00 UTC+2    |               |                 |                                       | Trollhättan Publik: 650 Domare: Mikael Eriksson (Huskvarna) | Trollhättan Publik: 650 Domare: Mikael Eriksson (Huskvarna) |
| 19:00 UTC+2 | 19:00 UTC+2    |               |                 |                                       | Trollhättan Publik: 650 Domare: Mikael Eriksson (Huskvarna) | Trollhättan Publik: 650 Domare: Mikael Eriksson (Huskvarna) |

| 25          | 5 augusti 2014 | Konyaspor KIF | 0 – 6           | Huddinge IF                                                                           | Alby BP                                                                |                                                                        |
| 19:00 UTC+2 | 19:00 UTC+2    |               | (0 – 1) Rapport | 10′ Åkerlund 56′ Ünver 67′ Touma 70′ Johansson Matikka 73′ Almström Tähti 78′ Enström | Stockholm Publik: 250 Domare: Mikael Devletyan Gudmundsson (Stockholm) | Stockholm Publik: 250 Domare: Mikael Devletyan Gudmundsson (Stockholm) |
| 19:00 UTC+2 | 19:00 UTC+2    |               |                 |                                                                                       | Stockholm Publik: 250 Domare: Mikael Devletyan Gudmundsson (Stockholm) | Stockholm Publik: 250 Domare: Mikael Devletyan Gudmundsson (Stockholm) |
| 19:00 UTC+2 | 19:00 UTC+2    |               |                 |                                                                                       | Stockholm Publik: 250 Domare: Mikael Devletyan Gudmundsson (Stockholm) | Stockholm Publik: 250 Domare: Mikael Devletyan Gudmundsson (Stockholm) |

| 26          | 6 augusti 2014 | Akropolis IF       | 1 – 2           | Västerås SK         | Akalla Gårds BP                                         |                                                         |
| 18:30 UTC+2 | 18:30 UTC+2    | Rashidi 90′ (str.) | (0 – 0) Rapport | 58′ Häll 74′ Salimi | Stockholm Publik: 133 Domare: Jonas Bäcklund (Partille) | Stockholm Publik: 133 Domare: Jonas Bäcklund (Partille) |
| 18:30 UTC+2 | 18:30 UTC+2    |                    |                 |                     | Stockholm Publik: 133 Domare: Jonas Bäcklund (Partille) | Stockholm Publik: 133 Domare: Jonas Bäcklund (Partille) |
| 18:30 UTC+2 | 18:30 UTC+2    |                    |                 |                     | Stockholm Publik: 133 Domare: Jonas Bäcklund (Partille) | Stockholm Publik: 133 Domare: Jonas Bäcklund (Partille) |

| 27          | 6 augusti 2014 | BW 90                            | 3 – 1           | BK Olympic  | Bjärsjölagårds IP                                 |                                                   |
| 19:00 UTC+2 | 19:00 UTC+2    | Rexhepi 70′ Legiec 77′ Karim 88′ | (0 – 1) Rapport | 8′ Seljmani | Sjöbo Publik: 70 Domare: Magnus Blennersjö (Lund) | Sjöbo Publik: 70 Domare: Magnus Blennersjö (Lund) |
| 19:00 UTC+2 | 19:00 UTC+2    |                                  |                 |             | Sjöbo Publik: 70 Domare: Magnus Blennersjö (Lund) | Sjöbo Publik: 70 Domare: Magnus Blennersjö (Lund) |
| 19:00 UTC+2 | 19:00 UTC+2    |                                  |                 |             | Sjöbo Publik: 70 Domare: Magnus Blennersjö (Lund) | Sjöbo Publik: 70 Domare: Magnus Blennersjö (Lund) |

| 28          | 6 augusti 2014 | Grebbestads IF | 0 – 1           | Utsiktens BK  | Siljevi IP                                               |                                                          |
| 19:00 UTC+2 | 19:00 UTC+2    |                | (0 – 1) Rapport | 8′ Mijaljevic | Grebbestad Publik: 315 Domare: Fredrik Oppong (Göteborg) | Grebbestad Publik: 315 Domare: Fredrik Oppong (Göteborg) |
| 19:00 UTC+2 | 19:00 UTC+2    |                |                 |               | Grebbestad Publik: 315 Domare: Fredrik Oppong (Göteborg) | Grebbestad Publik: 315 Domare: Fredrik Oppong (Göteborg) |
| 19:00 UTC+2 | 19:00 UTC+2    |                |                 |               | Grebbestad Publik: 315 Domare: Fredrik Oppong (Göteborg) | Grebbestad Publik: 315 Domare: Fredrik Oppong (Göteborg) |

| 29          | 6 augusti 2014 | Eskilstuna City  | 0000 2 – 1 (e.fl.) | IF Sylvia | Tunavallen                                                 |                                                            |
| 19:00 UTC+2 | 19:00 UTC+2    | Pektas 90′, 117′ | (0 – 1) Rapport    | 77′ Binns | Eskilstuna Publik: 196 Domare: Pontus Orebrand (Östhammar) | Eskilstuna Publik: 196 Domare: Pontus Orebrand (Östhammar) |
| 19:00 UTC+2 | 19:00 UTC+2    |                  |                    |           | Eskilstuna Publik: 196 Domare: Pontus Orebrand (Östhammar) | Eskilstuna Publik: 196 Domare: Pontus Orebrand (Östhammar) |
| 19:00 UTC+2 | 19:00 UTC+2    |                  |                    |           | Eskilstuna Publik: 196 Domare: Pontus Orebrand (Östhammar) | Eskilstuna Publik: 196 Domare: Pontus Orebrand (Östhammar) |

| 30          | 6 augusti 2014 | Myresjö/Vetlanda         | 2 – 1           | Nybro IF     | Myrvalla                                                |                                                         |
| 19:00 UTC+2 | 19:00 UTC+2    | Kakembo 69′ Karlsson 80′ | (0 – 1) Rapport | 42′ J. Gomez | Myresjö Publik: 180 Domare: Gheorghe Piscoran (Tenhult) | Myresjö Publik: 180 Domare: Gheorghe Piscoran (Tenhult) |
| 19:00 UTC+2 | 19:00 UTC+2    |                          |                 |              | Myresjö Publik: 180 Domare: Gheorghe Piscoran (Tenhult) | Myresjö Publik: 180 Domare: Gheorghe Piscoran (Tenhult) |
| 19:00 UTC+2 | 19:00 UTC+2    |                          |                 |              | Myresjö Publik: 180 Domare: Gheorghe Piscoran (Tenhult) | Myresjö Publik: 180 Domare: Gheorghe Piscoran (Tenhult) |

| 31          | 6 augusti 2014 | Enskede IK | 0 – 1           | AFC United | Enskede IP                                             |                                                        |
| 19:00 UTC+2 | 19:00 UTC+2    |            | (0 – 1) Rapport | 32′ Rogic  | Stockholm Publik: 162 Domare: Farouk Nehdi (Stockholm) | Stockholm Publik: 162 Domare: Farouk Nehdi (Stockholm) |
| 19:00 UTC+2 | 19:00 UTC+2    |            |                 |            | Stockholm Publik: 162 Domare: Farouk Nehdi (Stockholm) | Stockholm Publik: 162 Domare: Farouk Nehdi (Stockholm) |
| 19:00 UTC+2 | 19:00 UTC+2    |            |                 |            | Stockholm Publik: 162 Domare: Farouk Nehdi (Stockholm) | Stockholm Publik: 162 Domare: Farouk Nehdi (Stockholm) |

| 32          | 6 augusti 2014 | Värmdö IF                                | 0000 1 – 1 (e.fl.)         | Nacka FF                                   | Värmdövallen                                              |                                                           |
| 19:00 UTC+2 | 19:00 UTC+2    | Thompson 24′                             | (1 – 0) Rapport            | 90+4′ (str.) Marrah                        | Stockholm Publik: 320 Domare: Fredrik Hansson (Stockholm) | Stockholm Publik: 320 Domare: Fredrik Hansson (Stockholm) |
| 19:00 UTC+2 | 19:00 UTC+2    |                                          |                            |                                            | Stockholm Publik: 320 Domare: Fredrik Hansson (Stockholm) | Stockholm Publik: 320 Domare: Fredrik Hansson (Stockholm) |
| 19:00 UTC+2 | 19:00 UTC+2    | Abdulla Sonko Gustafsson Thompson Macedo | Straffsparksläggning 3 – 2 | Marrah Rashidi Valderrama Ryckert Forsberg | Stockholm Publik: 320 Domare: Fredrik Hansson (Stockholm) | Stockholm Publik: 320 Domare: Fredrik Hansson (Stockholm) |

### Omgång 2
| Andra omgången – 64 deltagande klubblag | Andra omgången – 64 deltagande klubblag | Andra omgången – 64 deltagande klubblag |
| --------------------------------------- | --------------------------------------- | --------------------------------------- |
| Lag 1                                   | Resultat                                | Lag 2                                   |
| Hudiksvalls FF                          | 2–0                                     | Husqvarna FF                            |
| Nyköpings BIS                           | 1–3                                     | Syrianska FC                            |
| BW 90                                   | 0–5                                     | Östers IF                               |
| Kristianstads FF                        | 2–1                                     | Kalmar FF                               |
| IF Lödde                                | 0–1                                     | Ljungskile SK                           |
| Sävedalens IF                           | 2–5                                     | Ängelholms FF                           |
| Huddinge IF                             | 00002–2 (e.f.) (5–4 str.)               | Åtvidabergs FF                          |
| IK Frej                                 | 1–5                                     | IF Brommapojkarna                       |
| Dalkurd FF                              | 4–1                                     | GIF Sundsvall                           |
| Västerås SK                             | 3–1                                     | Östersunds FK                           |
| Vasalunds IF                            | 2–5                                     | IK Sirius                               |
| IFK Luleå                               | 0–2                                     | AIK                                     |
| Valsta Syrianska                        | 2–3                                     | Gefle IF                                |
| FC Trollhättan                          | 00002–1 (e.f.)                          | Falkenbergs FF                          |
| Assyriska Turabdin                      | 0–5                                     | IFK Göteborg                            |
| Skövde AIK                              | 4–5                                     | Varbergs BoIS                           |
| Eskilstuna City                         | 0–2                                     | Örebro SK                               |
| Myresjö/Vetlanda                        | 00002–1 (e.f.)                          | IFK Värnamo                             |
| Sollefteå GIF                           | 0–1                                     | Assyriska FF                            |
| Torns IF                                | 00001–1 (e.f.) (7–8 str.)               | Landskrona BoIS                         |
| AFC United                              | 00002–1 (e.f.)                          | Degerfors IF                            |
| Värmdö IF                               | 0–2                                     | Jönköpings Södra                        |
| Oskarshamns AIK                         | 0–4                                     | BK Häcken                               |
| Örgryte IS                              | 00001–2 (e.f.)                          | Halmstads BK                            |
| Torslanda IK                            | 1–4                                     | Helsingborgs IF                         |
| Motala AIF                              | 0–4                                     | Djurgårdens IF                          |
| Norrby IF                               | 00003–2 (e.f.)                          | Gais                                    |
| Utsiktens BK                            | 0–2                                     | Mjällby AIF                             |
| Carlstad United                         | 1–3                                     | IFK Norrköping                          |
| Karlstad BK                             | 1–2                                     | Hammarby IF                             |
| Eskilsminne IF                          | 1–6                                     | IF Elfsborg                             |
| IS Halmia                               | 00001–2 (e.f.)                          | Malmö FF                                |

#### Matcher
| 33          | 20 augusti 2014 | Hudiksvalls FF            | 2 – 0           | Husqvarna FF | Glysisvallen                                          |                                                       |
| 17:45 UTC+2 | 17:45 UTC+2     | Hafizovic 34′ P. Lööf 56′ | (1 – 0) Rapport |              | Hudiksvall Publik: 546 Domare: Mohamed Nablsi (Gävle) | Hudiksvall Publik: 546 Domare: Mohamed Nablsi (Gävle) |
| 17:45 UTC+2 | 17:45 UTC+2     |                           |                 |              | Hudiksvall Publik: 546 Domare: Mohamed Nablsi (Gävle) | Hudiksvall Publik: 546 Domare: Mohamed Nablsi (Gävle) |
| 17:45 UTC+2 | 17:45 UTC+2     |                           |                 |              | Hudiksvall Publik: 546 Domare: Mohamed Nablsi (Gävle) | Hudiksvall Publik: 546 Domare: Mohamed Nablsi (Gävle) |

| 34          | 20 augusti 2014 | Nyköpings BIS | 1 – 3           | Syrianska FC                             | Rosvalla IP                                           |                                                       |
| 18:00 UTC+2 | 18:00 UTC+2     | Gage 82′      | (0 – 0) Rapport | 61′ Bisse 72′ (str.) Georges 74′ Ghoddos | Nyköping Publik: 242 Domare: Farouk Nehdi (Stockholm) | Nyköping Publik: 242 Domare: Farouk Nehdi (Stockholm) |
| 18:00 UTC+2 | 18:00 UTC+2     |               |                 |                                          | Nyköping Publik: 242 Domare: Farouk Nehdi (Stockholm) | Nyköping Publik: 242 Domare: Farouk Nehdi (Stockholm) |
| 18:00 UTC+2 | 18:00 UTC+2     |               |                 |                                          | Nyköping Publik: 242 Domare: Farouk Nehdi (Stockholm) | Nyköping Publik: 242 Domare: Farouk Nehdi (Stockholm) |

| 35          | 20 augusti 2014 | BW 90 | 0 – 5           | Östers IF                                                 | Bjärsjölagårds IP                                      |                                                        |
| 18:00 UTC+2 | 18:00 UTC+2     |       | (0 – 2) Rapport | 11′ Wihlborg 30′, 73′ Bergholtz 55′ Gero 65′ (str.) Velić | Sjöbo Publik: 190 Domare: Fredrik Klitte (Helsingborg) | Sjöbo Publik: 190 Domare: Fredrik Klitte (Helsingborg) |
| 18:00 UTC+2 | 18:00 UTC+2     |       |                 |                                                           | Sjöbo Publik: 190 Domare: Fredrik Klitte (Helsingborg) | Sjöbo Publik: 190 Domare: Fredrik Klitte (Helsingborg) |
| 18:00 UTC+2 | 18:00 UTC+2     |       |                 |                                                           | Sjöbo Publik: 190 Domare: Fredrik Klitte (Helsingborg) | Sjöbo Publik: 190 Domare: Fredrik Klitte (Helsingborg) |

| 36          | 20 augusti 2014 | Kristianstads FF             | 2 – 1           | Kalmar FF | Kristianstads IP                                        |                                                         |
| 18:15 UTC+2 | 18:15 UTC+2     | J. Nilsson 3′ Nicklasson 79′ | (1 – 1) Rapport | 8′ Öhman  | Kristianstad Publik: 648 Domare: Kaspar Sjöberg (Malmö) | Kristianstad Publik: 648 Domare: Kaspar Sjöberg (Malmö) |
| 18:15 UTC+2 | 18:15 UTC+2     |                              |                 |           | Kristianstad Publik: 648 Domare: Kaspar Sjöberg (Malmö) | Kristianstad Publik: 648 Domare: Kaspar Sjöberg (Malmö) |
| 18:15 UTC+2 | 18:15 UTC+2     |                              |                 |           | Kristianstad Publik: 648 Domare: Kaspar Sjöberg (Malmö) | Kristianstad Publik: 648 Domare: Kaspar Sjöberg (Malmö) |

| 37          | 20 augusti 2014 | IF Lödde | 0 – 1   | Ljungskile SK | Tolvans IP                                                    |                                                               |
| 18:30 UTC+2 | 18:30 UTC+2     |          | Rapport | 70′ Björlund  | Löddeköpinge Publik: 420 Domare: Robert Daradic (Helsingborg) | Löddeköpinge Publik: 420 Domare: Robert Daradic (Helsingborg) |
| 18:30 UTC+2 | 18:30 UTC+2     |          |         |               | Löddeköpinge Publik: 420 Domare: Robert Daradic (Helsingborg) | Löddeköpinge Publik: 420 Domare: Robert Daradic (Helsingborg) |
| 18:30 UTC+2 | 18:30 UTC+2     |          |         |               | Löddeköpinge Publik: 420 Domare: Robert Daradic (Helsingborg) | Löddeköpinge Publik: 420 Domare: Robert Daradic (Helsingborg) |

| 38          | 20 augusti 2014 | Sävedalens IF                 | 2 – 5           | Ängelholms FF                                         | Vallhamra IP                                            |                                                         |
| 18:30 UTC+2 | 18:30 UTC+2     | O. Johansson 9′ Tengfjord 90′ | (1 – 0) Rapport | 59′ Baggner 78′, 85′ Asaad 82′ Mirosavic 87′ El Kabir | Partille Publik: 250 Domare: Haris Memisevic (Göteborg) | Partille Publik: 250 Domare: Haris Memisevic (Göteborg) |
| 18:30 UTC+2 | 18:30 UTC+2     |                               |                 |                                                       | Partille Publik: 250 Domare: Haris Memisevic (Göteborg) | Partille Publik: 250 Domare: Haris Memisevic (Göteborg) |
| 18:30 UTC+2 | 18:30 UTC+2     |                               |                 |                                                       | Partille Publik: 250 Domare: Haris Memisevic (Göteborg) | Partille Publik: 250 Domare: Haris Memisevic (Göteborg) |

| 39          | 20 augusti 2014 | Huddinge IF                                 | 00002 – 2 (e.fl.)          | Åtvidabergs FF                             | Källbrinks IP                                         |                                                       |
| 19:00 UTC+2 | 19:00 UTC+2     | Touma 11′ Liljestrand 90′                   | (1 – 2) Rapport            | 27′, 45′ Bergström                         | Stockholm Publik: 475 Domare: Patrik Eriksson (Gävle) | Stockholm Publik: 475 Domare: Patrik Eriksson (Gävle) |
| 19:00 UTC+2 | 19:00 UTC+2     |                                             |                            |                                            | Stockholm Publik: 475 Domare: Patrik Eriksson (Gävle) | Stockholm Publik: 475 Domare: Patrik Eriksson (Gävle) |
| 19:00 UTC+2 | 19:00 UTC+2     | Poli Stocklassa Touma Matwiejew Liljestrand | Straffsparksläggning 5 – 4 | T. Pettersson Hallingström Abubakari Sköld | Stockholm Publik: 475 Domare: Patrik Eriksson (Gävle) | Stockholm Publik: 475 Domare: Patrik Eriksson (Gävle) |

| 40          | 20 augusti 2014 | IK Frej     | 1 – 5           | IF Brommapojkarna                                            | Vikingavallen                                      |                                                    |
| 19:00 UTC+2 | 19:00 UTC+2     | Johnson 20′ | (1 – 2) Rapport | 25′ D. Rexhepi 37′, 68′, 77′ Albornoz 47′ Sandberg Magnusson | Stockholm Publik: 969 Domare: Per Melin (Kävlinge) | Stockholm Publik: 969 Domare: Per Melin (Kävlinge) |
| 19:00 UTC+2 | 19:00 UTC+2     |             |                 |                                                              | Stockholm Publik: 969 Domare: Per Melin (Kävlinge) | Stockholm Publik: 969 Domare: Per Melin (Kävlinge) |
| 19:00 UTC+2 | 19:00 UTC+2     |             |                 |                                                              | Stockholm Publik: 969 Domare: Per Melin (Kävlinge) | Stockholm Publik: 969 Domare: Per Melin (Kävlinge) |

| 41          | 20 augusti 2014 | Dalkurd FF                         | 4 – 1           | GIF Sundsvall | Domnarvsvallen                                       |                                                      |
| 19:00 UTC+2 | 19:00 UTC+2     | Omoh 21′, 30′ Omeje 56′ Awad 90+1′ | (2 – 1) Rapport | 14′ Dibba     | Borlänge Publik: 250 Domare: Victor Wolf (Stockholm) | Borlänge Publik: 250 Domare: Victor Wolf (Stockholm) |
| 19:00 UTC+2 | 19:00 UTC+2     |                                    |                 |               | Borlänge Publik: 250 Domare: Victor Wolf (Stockholm) | Borlänge Publik: 250 Domare: Victor Wolf (Stockholm) |
| 19:00 UTC+2 | 19:00 UTC+2     |                                    |                 |               | Borlänge Publik: 250 Domare: Victor Wolf (Stockholm) | Borlänge Publik: 250 Domare: Victor Wolf (Stockholm) |

| 42          | 20 augusti 2014 | Västerås SK              | 3 – 1           | Östersunds FK | Swedbank Park                                           |                                                         |
| 19:00 UTC+2 | 19:00 UTC+2     | Turay 3′, 16′ Kebbeh 41′ | (3 – 0) Rapport | 55′ Morgan    | Västerås Publik: 1 187 Domare: Diako Behnam (Stockholm) | Västerås Publik: 1 187 Domare: Diako Behnam (Stockholm) |
| 19:00 UTC+2 | 19:00 UTC+2     |                          |                 |               | Västerås Publik: 1 187 Domare: Diako Behnam (Stockholm) | Västerås Publik: 1 187 Domare: Diako Behnam (Stockholm) |
| 19:00 UTC+2 | 19:00 UTC+2     |                          |                 |               | Västerås Publik: 1 187 Domare: Diako Behnam (Stockholm) | Västerås Publik: 1 187 Domare: Diako Behnam (Stockholm) |

| 43          | 20 augusti 2014 | Vasalunds IF                         | 2 – 5           | IK Sirius                                                | Skytteholms IP                                         |                                                        |
| 19:00 UTC+2 | 19:00 UTC+2     | E. Johansson 47′ Figueroa 83′ (str.) | (0 – 1) Rapport | 30′, 57′ Ogbu 54′ Saleh 88′ Ahonen 90+2′ (str.) Skoglund | Stockholm Publik: 150 Domare: Jesper Ekwall (Vendelsö) | Stockholm Publik: 150 Domare: Jesper Ekwall (Vendelsö) |
| 19:00 UTC+2 | 19:00 UTC+2     |                                      |                 |                                                          | Stockholm Publik: 150 Domare: Jesper Ekwall (Vendelsö) | Stockholm Publik: 150 Domare: Jesper Ekwall (Vendelsö) |
| 19:00 UTC+2 | 19:00 UTC+2     |                                      |                 |                                                          | Stockholm Publik: 150 Domare: Jesper Ekwall (Vendelsö) | Stockholm Publik: 150 Domare: Jesper Ekwall (Vendelsö) |

| 44          | 20 augusti 2014 | IFK Luleå | 0 – 2           | AIK                    | Skogsvallen                                    |                                                |
| 19:00 UTC+2 | 19:00 UTC+2     |           | (0 – 0) Rapport | 74′ Goitom 84′ Nikolić | Luleå Publik: 2 816 Domare: Lars Olsson (Umeå) | Luleå Publik: 2 816 Domare: Lars Olsson (Umeå) |
| 19:00 UTC+2 | 19:00 UTC+2     |           |                 |                        | Luleå Publik: 2 816 Domare: Lars Olsson (Umeå) | Luleå Publik: 2 816 Domare: Lars Olsson (Umeå) |
| 19:00 UTC+2 | 19:00 UTC+2     |           |                 |                        | Luleå Publik: 2 816 Domare: Lars Olsson (Umeå) | Luleå Publik: 2 816 Domare: Lars Olsson (Umeå) |

| 45          | 20 augusti 2014 | Valsta Syrianska      | 2 – 3           | Gefle IF                       | Midgårdsvallen                              |                                             |
| 19:00 UTC+2 | 19:00 UTC+2     | Soguk 4′ Eriksson 69′ | (1 – 0) Rapport | 47′ Lantto 66′, 73′ Bertilsson | Publik: 94 Domare: Dragan Banjac (Vendelsö) | Publik: 94 Domare: Dragan Banjac (Vendelsö) |
| 19:00 UTC+2 | 19:00 UTC+2     |                       |                 |                                | Publik: 94 Domare: Dragan Banjac (Vendelsö) | Publik: 94 Domare: Dragan Banjac (Vendelsö) |
| 19:00 UTC+2 | 19:00 UTC+2     |                       |                 |                                | Publik: 94 Domare: Dragan Banjac (Vendelsö) | Publik: 94 Domare: Dragan Banjac (Vendelsö) |

| 46          | 20 augusti 2014 | FC Trollhättan          | 0000 2 – 1 (e.fl.) | Falkenbergs FF | Edsborg IP                                                 |                                                            |
| 19:00 UTC+2 | 19:00 UTC+2     | Mollapolci 11′ Lext 92′ | (1 – 1) Rapport    | 21′ G. Nilsson | Trollhättan Publik: 710 Domare: Magnus Lindgren (Göteborg) | Trollhättan Publik: 710 Domare: Magnus Lindgren (Göteborg) |
| 19:00 UTC+2 | 19:00 UTC+2     |                         |                    |                | Trollhättan Publik: 710 Domare: Magnus Lindgren (Göteborg) | Trollhättan Publik: 710 Domare: Magnus Lindgren (Göteborg) |
| 19:00 UTC+2 | 19:00 UTC+2     |                         |                    |                | Trollhättan Publik: 710 Domare: Magnus Lindgren (Göteborg) | Trollhättan Publik: 710 Domare: Magnus Lindgren (Göteborg) |

| 47          | 20 augusti 2014 | Assyriska Turabdin | 0 – 5           | IFK Göteborg                                             | Stadsparksvallen                                            |                                                             |
| 19:00 UTC+2 | 19:00 UTC+2     |                    | (0 – 2) Rapport | 17′ J. Johansson 39′ Allansson 53′ Zohore 59′, 89′ Calvo | Jönköping Publik: 1 300 Domare: Mikael Eriksson (Huskvarna) | Jönköping Publik: 1 300 Domare: Mikael Eriksson (Huskvarna) |
| 19:00 UTC+2 | 19:00 UTC+2     |                    |                 |                                                          | Jönköping Publik: 1 300 Domare: Mikael Eriksson (Huskvarna) | Jönköping Publik: 1 300 Domare: Mikael Eriksson (Huskvarna) |
| 19:00 UTC+2 | 19:00 UTC+2     |                    |                 |                                                          | Jönköping Publik: 1 300 Domare: Mikael Eriksson (Huskvarna) | Jönköping Publik: 1 300 Domare: Mikael Eriksson (Huskvarna) |

| 48          | 20 augusti 2014 | Skövde AIK                                      | 4 – 5           | Varbergs BoIS                                              | Södermalms IP                                       |                                                     |
| 19:00 UTC+2 | 19:00 UTC+2     | Souza 18′ (str.), 75′ Abraham 20′ Hamidovic 31′ | (3 – 1) Rapport | 12′ Tillman 52′ (sjm.) 87′, 90+1′ A. Rexhepi 89′ Mellqvist | Skövde Publik: 249 Domare: Namik Idrizovic (Örebro) | Skövde Publik: 249 Domare: Namik Idrizovic (Örebro) |
| 19:00 UTC+2 | 19:00 UTC+2     |                                                 |                 |                                                            | Skövde Publik: 249 Domare: Namik Idrizovic (Örebro) | Skövde Publik: 249 Domare: Namik Idrizovic (Örebro) |
| 19:00 UTC+2 | 19:00 UTC+2     |                                                 |                 |                                                            | Skövde Publik: 249 Domare: Namik Idrizovic (Örebro) | Skövde Publik: 249 Domare: Namik Idrizovic (Örebro) |

| 49          | 20 augusti 2014 | Eskilstuna City | 0 – 2           | Örebro SK                     | Tunavallen                                              |                                                         |
| 19:30 UTC+2 | 19:30 UTC+2     |                 | (0 – 1) Rapport | 15′ Holmberg 90+2′ Gustavsson | Eskilstuna Publik: 1 212 Domare: Johan Krantz (Uppsala) | Eskilstuna Publik: 1 212 Domare: Johan Krantz (Uppsala) |
| 19:30 UTC+2 | 19:30 UTC+2     |                 |                 |                               | Eskilstuna Publik: 1 212 Domare: Johan Krantz (Uppsala) | Eskilstuna Publik: 1 212 Domare: Johan Krantz (Uppsala) |
| 19:30 UTC+2 | 19:30 UTC+2     |                 |                 |                               | Eskilstuna Publik: 1 212 Domare: Johan Krantz (Uppsala) | Eskilstuna Publik: 1 212 Domare: Johan Krantz (Uppsala) |

| 50          | 20 augusti 2014 | Myresjö/Vetlanda       | 0000 2 – 1 (e.fl.) | IFK Värnamo | Myrvalla                                                  |                                                           |
| 19:00 UTC+2 | 19:00 UTC+2     | Lager 71′ Kakembo 117′ | (0 – 1) Rapport    | 90+1′ Fadi  | Myresjö Publik: 502 Domare: Andreas Johansson (Huskvarna) | Myresjö Publik: 502 Domare: Andreas Johansson (Huskvarna) |
| 19:00 UTC+2 | 19:00 UTC+2     |                        |                    |             | Myresjö Publik: 502 Domare: Andreas Johansson (Huskvarna) | Myresjö Publik: 502 Domare: Andreas Johansson (Huskvarna) |
| 19:00 UTC+2 | 19:00 UTC+2     |                        |                    |             | Myresjö Publik: 502 Domare: Andreas Johansson (Huskvarna) | Myresjö Publik: 502 Domare: Andreas Johansson (Huskvarna) |

| 51          | 21 augusti 2014 | Sollefteå GIF | 0 – 1           | Assyriska FF | Nipvallen                                                    |                                                              |
| 18:30 UTC+2 | 18:30 UTC+2     |               | (0 – 0) Rapport | 78′ Makdesie | Sollefteå Publik: 950 Domare: Niklas Abrahamsson (Sollefteå) | Sollefteå Publik: 950 Domare: Niklas Abrahamsson (Sollefteå) |
| 18:30 UTC+2 | 18:30 UTC+2     |               |                 |              | Sollefteå Publik: 950 Domare: Niklas Abrahamsson (Sollefteå) | Sollefteå Publik: 950 Domare: Niklas Abrahamsson (Sollefteå) |
| 18:30 UTC+2 | 18:30 UTC+2     |               |                 |              | Sollefteå Publik: 950 Domare: Niklas Abrahamsson (Sollefteå) | Sollefteå Publik: 950 Domare: Niklas Abrahamsson (Sollefteå) |

| 52          | 21 augusti 2014 | Torns IF                                                                                  | 0000 1 – 1 (e.fl.)         | Landskrona BoIS                                                                      | Tornvallen                                           |                                                      |
| 18:30 UTC+2 | 18:30 UTC+2     | Darban-Khales 48′                                                                         | (0 – 0) Rapport            | 50′ E. Andersson                                                                     | Lund Publik: 750 Domare: Nabil Fakhro (Södra Sandby) | Lund Publik: 750 Domare: Nabil Fakhro (Södra Sandby) |
| 18:30 UTC+2 | 18:30 UTC+2     |                                                                                           |                            |                                                                                      | Lund Publik: 750 Domare: Nabil Fakhro (Södra Sandby) | Lund Publik: 750 Domare: Nabil Fakhro (Södra Sandby) |
| 18:30 UTC+2 | 18:30 UTC+2     | Thulin Abo-Shark Sulaiman Darban-Khales A. Olofsson Milutinovic Edsheim N. Nilsson Landén | Straffsparksläggning 7 – 8 | Stadler Ahmetovic Nordbeck Adelstam E. Andersson P. Andersson Lydén Jarl D. Olofsson | Lund Publik: 750 Domare: Nabil Fakhro (Södra Sandby) | Lund Publik: 750 Domare: Nabil Fakhro (Södra Sandby) |

| 53          | 21 augusti 2014 | AFC United              | 0000 2 – 1 (e.fl.) | Degerfors IF | Skytteholms IP                                      |                                                     |
| 19:00 UTC+2 | 19:00 UTC+2     | Rogic 49′ Carlsson 101′ | (0 – 1) Rapport    | 41′ Hedsén   | Stockholm Publik: 280 Domare: Adam Ladebäck (Visby) | Stockholm Publik: 280 Domare: Adam Ladebäck (Visby) |
| 19:00 UTC+2 | 19:00 UTC+2     |                         |                    |              | Stockholm Publik: 280 Domare: Adam Ladebäck (Visby) | Stockholm Publik: 280 Domare: Adam Ladebäck (Visby) |
| 19:00 UTC+2 | 19:00 UTC+2     |                         |                    |              | Stockholm Publik: 280 Domare: Adam Ladebäck (Visby) | Stockholm Publik: 280 Domare: Adam Ladebäck (Visby) |

| 54          | 21 augusti 2014 | Värmdö IF | 0 – 2           | Jönköpings Södra            | Värmdövallen                                              |                                                           |
| 19:00 UTC+2 | 19:00 UTC+2     |           | (0 – 0) Rapport | 63′ Dimitrijevic 78′ Watson | Stockholm Publik: 425 Domare: Björn Särnbrink (Segeltorp) | Stockholm Publik: 425 Domare: Björn Särnbrink (Segeltorp) |
| 19:00 UTC+2 | 19:00 UTC+2     |           |                 |                             | Stockholm Publik: 425 Domare: Björn Särnbrink (Segeltorp) | Stockholm Publik: 425 Domare: Björn Särnbrink (Segeltorp) |
| 19:00 UTC+2 | 19:00 UTC+2     |           |                 |                             | Stockholm Publik: 425 Domare: Björn Särnbrink (Segeltorp) | Stockholm Publik: 425 Domare: Björn Särnbrink (Segeltorp) |

| 55          | 21 augusti 2014 | Oskarshamns AIK | 0 – 4           | BK Häcken                                                | Arena Oskarshamn                                      |                                                       |
| 19:00 UTC+2 | 19:00 UTC+2     |                 | (0 – 0) Rapport | 69′ Olsson 79′ Thorvaldsson 86′ Makondele 89′ Jeremejeff | Oskarshamn Publik: 803 Domare: Nermin Cisic (Värnamo) | Oskarshamn Publik: 803 Domare: Nermin Cisic (Värnamo) |
| 19:00 UTC+2 | 19:00 UTC+2     |                 |                 |                                                          | Oskarshamn Publik: 803 Domare: Nermin Cisic (Värnamo) | Oskarshamn Publik: 803 Domare: Nermin Cisic (Värnamo) |
| 19:00 UTC+2 | 19:00 UTC+2     |                 |                 |                                                          | Oskarshamn Publik: 803 Domare: Nermin Cisic (Värnamo) | Oskarshamn Publik: 803 Domare: Nermin Cisic (Värnamo) |

| 56          | 21 augusti 2014 | Örgryte IS  | 0000 1 – 2 (e.fl.) | Halmstads BK       | Valhalla IP                                                |                                                            |
| 19:00 UTC+2 | 19:00 UTC+2     | Strinäs 80′ | (1 – 1) Rapport    | 64′, 96′ Antonsson | Göteborg Publik: 873 Domare: Alexander Pavlovic (Göteborg) | Göteborg Publik: 873 Domare: Alexander Pavlovic (Göteborg) |
| 19:00 UTC+2 | 19:00 UTC+2     |             |                    |                    | Göteborg Publik: 873 Domare: Alexander Pavlovic (Göteborg) | Göteborg Publik: 873 Domare: Alexander Pavlovic (Göteborg) |
| 19:00 UTC+2 | 19:00 UTC+2     |             |                    |                    | Göteborg Publik: 873 Domare: Alexander Pavlovic (Göteborg) | Göteborg Publik: 873 Domare: Alexander Pavlovic (Göteborg) |

| 57          | 26 augusti 2014 | Torslanda IK | 1 – 4           | Helsingborgs IF                           | Torslandavallen                                        |                                                        |
| 17:45 UTC+2 | 17:45 UTC+2     | Jusuf 72′    | (0 – 2) Rapport | 14′, 48′ Larsson 38′ Smárason 59′ Boateng | Göteborg Publik: 750 Domare: Antti Kanerva (Olofstorp) | Göteborg Publik: 750 Domare: Antti Kanerva (Olofstorp) |
| 17:45 UTC+2 | 17:45 UTC+2     |              |                 |                                           | Göteborg Publik: 750 Domare: Antti Kanerva (Olofstorp) | Göteborg Publik: 750 Domare: Antti Kanerva (Olofstorp) |
| 17:45 UTC+2 | 17:45 UTC+2     |              |                 |                                           | Göteborg Publik: 750 Domare: Antti Kanerva (Olofstorp) | Göteborg Publik: 750 Domare: Antti Kanerva (Olofstorp) |

| 58          | 3 september 2014 | Motala AIF | 0 – 4           | Djurgårdens IF                                        | Motala IP                                           |                                                     |
| 17:30 UTC+2 | 17:30 UTC+2      |            | (0 – 0) Rapport | 59′ Jawo 68′ Faltsetas 75′ S. Andersson 90′ Hellquist | Motala Publik: 2 068 Domare: Jim Petersson (Motala) | Motala Publik: 2 068 Domare: Jim Petersson (Motala) |
| 17:30 UTC+2 | 17:30 UTC+2      |            |                 |                                                       | Motala Publik: 2 068 Domare: Jim Petersson (Motala) | Motala Publik: 2 068 Domare: Jim Petersson (Motala) |
| 17:30 UTC+2 | 17:30 UTC+2      |            |                 |                                                       | Motala Publik: 2 068 Domare: Jim Petersson (Motala) | Motala Publik: 2 068 Domare: Jim Petersson (Motala) |

| 59          | 4 september 2014 | Norrby IF                        | 0000 3 – 2 (e.fl.) | Gais                        | Borås Arena                                        |                                                    |
| 19:00 UTC+2 | 19:00 UTC+2      | Kurbegović 29′, 95′ Yarsuvat 52′ | (1 – 2) Rapport    | 12′ Kocak 43′ K. Gustafsson | Borås Publik: 962 Domare: Adnan Jukic (Falkenberg) | Borås Publik: 962 Domare: Adnan Jukic (Falkenberg) |
| 19:00 UTC+2 | 19:00 UTC+2      |                                  |                    |                             | Borås Publik: 962 Domare: Adnan Jukic (Falkenberg) | Borås Publik: 962 Domare: Adnan Jukic (Falkenberg) |
| 19:00 UTC+2 | 19:00 UTC+2      |                                  |                    |                             | Borås Publik: 962 Domare: Adnan Jukic (Falkenberg) | Borås Publik: 962 Domare: Adnan Jukic (Falkenberg) |

| 60          | 7 september 2014 | Utsiktens BK | 0 – 2           | Mjällby AIF         | Ruddalens IP                                           |                                                        |
| 17:00 UTC+2 | 17:00 UTC+2      |              | (0 – 1) Rapport | 43′, 85′ V. Nilsson | Göteborg Publik: 303 Domare: Antti Kanerva (Olofstorp) | Göteborg Publik: 303 Domare: Antti Kanerva (Olofstorp) |
| 17:00 UTC+2 | 17:00 UTC+2      |              |                 |                     | Göteborg Publik: 303 Domare: Antti Kanerva (Olofstorp) | Göteborg Publik: 303 Domare: Antti Kanerva (Olofstorp) |
| 17:00 UTC+2 | 17:00 UTC+2      |              |                 |                     | Göteborg Publik: 303 Domare: Antti Kanerva (Olofstorp) | Göteborg Publik: 303 Domare: Antti Kanerva (Olofstorp) |

| 61          | 11 september 2014 | Carlstad United | 1 – 3           | IFK Norrköping                     | Tingvalla IP                                        |                                                     |
| 18:30 UTC+2 | 18:30 UTC+2       | Jingfors 10′    | (1 – 0) Rapport | 48′ Traustason 78′ Lawan 89′ Nyman | Karlstad Publik: 753 Domare: Nermin Cisic (Värnamo) | Karlstad Publik: 753 Domare: Nermin Cisic (Värnamo) |
| 18:30 UTC+2 | 18:30 UTC+2       |                 |                 |                                    | Karlstad Publik: 753 Domare: Nermin Cisic (Värnamo) | Karlstad Publik: 753 Domare: Nermin Cisic (Värnamo) |
| 18:30 UTC+2 | 18:30 UTC+2       |                 |                 |                                    | Karlstad Publik: 753 Domare: Nermin Cisic (Värnamo) | Karlstad Publik: 753 Domare: Nermin Cisic (Värnamo) |

| 62          | 17 september 2014 | Karlstad BK    | 1 – 2           | Hammarby IF            | Tingvalla IP                                        |                                                     |
| 18:00 UTC+2 | 18:00 UTC+2       | F. Nilsson 90′ | (0 – 1) Rapport | 16′ Besara 68′ Theorin | Karlstad Publik: 500 Domare: Jim Petersson (Motala) | Karlstad Publik: 500 Domare: Jim Petersson (Motala) |
| 18:00 UTC+2 | 18:00 UTC+2       |                |                 |                        | Karlstad Publik: 500 Domare: Jim Petersson (Motala) | Karlstad Publik: 500 Domare: Jim Petersson (Motala) |
| 18:00 UTC+2 | 18:00 UTC+2       |                |                 |                        | Karlstad Publik: 500 Domare: Jim Petersson (Motala) | Karlstad Publik: 500 Domare: Jim Petersson (Motala) |

| 63          | 10 oktober 2014 | Eskilsminne IF | 1 – 6           | IF Elfsborg                                                    | Olympia                                                        |                                                                |
| 19:00 UTC+2 | 19:00 UTC+2     | Ander 56′      | (0 – 4) Rapport | 5′ Claesson 35′ (str.) Beckmann 36′, 60′ L. Nilsson 49′ Zeneli | Helsingborg Publik: 1 532 Domare: Fredrik Klitte (Helsingborg) | Helsingborg Publik: 1 532 Domare: Fredrik Klitte (Helsingborg) |
| 19:00 UTC+2 | 19:00 UTC+2     |                |                 |                                                                | Helsingborg Publik: 1 532 Domare: Fredrik Klitte (Helsingborg) | Helsingborg Publik: 1 532 Domare: Fredrik Klitte (Helsingborg) |
| 19:00 UTC+2 | 19:00 UTC+2     |                |                 |                                                                | Helsingborg Publik: 1 532 Domare: Fredrik Klitte (Helsingborg) | Helsingborg Publik: 1 532 Domare: Fredrik Klitte (Helsingborg) |

| 64          | 15 november 2014 | IS Halmia | 0000 1 – 2 (e.fl.) | Malmö FF                      | Örjans vall                                             |                                                         |
| 14:00 UTC+1 | 14:00 UTC+1      | Taube 49′ | (0 – 0) Rapport    | 75′ Adu 102′ (str.) Rosenberg | Halmstad Publik: 1 618 Domare: Jonas Karlsson (Målilla) | Halmstad Publik: 1 618 Domare: Jonas Karlsson (Målilla) |
| 14:00 UTC+1 | 14:00 UTC+1      |           |                    |                               | Halmstad Publik: 1 618 Domare: Jonas Karlsson (Målilla) | Halmstad Publik: 1 618 Domare: Jonas Karlsson (Målilla) |
| 14:00 UTC+1 | 14:00 UTC+1      |           |                    |                               | Halmstad Publik: 1 618 Domare: Jonas Karlsson (Målilla) | Halmstad Publik: 1 618 Domare: Jonas Karlsson (Målilla) |